# Hjälp! (bokserie)
Hjälp! är en serie barnböcker utgivna under åren 2012–2022 skrivna av författaren Jo Salmson. De flesta böckerna är  illustrerade av Veronica Isaksson, men i några medverkar istället Jimmy Wallin respektive Lovisa Lesse.  
Böckerna riktar sig mot nybörjarläsare i åldrarna 6–9 år och bygger på vardagsdraman i lågstadiemiljö. Med få ord förmedlas starka känslor och spännande situationer.
Flera av böckerna har översatts till engelska, arabiska och somaliska.  

## Böcker
Samtliga böcker är utgivna på Bonnier Carlsen bokförlag, Stockholm.
- Hjälp! Jag gjorde illa Linn. Illustratör: Isaksson Veronica. 2012. Libris 12751439. ISBN 9789163870521
- Hjälp! Jag tappar bort en hund. Illustratör: Isaksson Veronica. 2012. Libris 12751363. ISBN 9789163871726
- Hjälp! Jag hittar ett fusk. Illustratör: Isaksson Veronica. 2013. Libris 13818421. ISBN 9789163874475
- Hjälp! Var är skatten?. Illustratör: Isaksson Veronica. 2014. Libris 15081803. ISBN 9789163878428
- Hjälp! Ett spökhus!. Illustratör: Wallin Jimmy. 2015. Libris 17872458. ISBN 9789163879791
- Hjälp! Eld och lågor!. Illustratör: Wallin Jimmy. 2016. Libris 19414776. ISBN 9789163875267
- Hjälp! Rädda Husse. Illustratör:  Lesse Lovisa. 2018. Libris 9km885bt7zfb73kd. ISBN 9789178033362
- Hjälp! Det var inte mitt fel. Illustratör:  Lesse Lovisa. 2020. Libris 21796561. ISBN 9789163897429
- Hjälp! Jag måste hitta Mia. Illustratör:  Isaksson Veronica. 2021. Libris fsfhsssfc434vjm8. ISBN 9789179752583
- Hjälp! han sjunker!. Illustratör:  Isaksson Veronica. 2022. Libris zcf0gw0qwvz0pb7c. ISBN 9789179770600